# 太刀川浩一
太刀川 浩一（たちかわ こういち、1968年〈昭和43年〉12月17日 - ）は、日本の警察官僚。警察庁次長。

## 来歴
新潟県出身。1991年（平成3年）、東京大学法学部を卒業。国家公務員採用試験Ⅰ種（法律）に合格し、同年警察庁へ入庁。入庁後、内閣法制局第2部参事官、警察庁交通局交通規制課長、大分県警察本部長、警察庁交通局交通企画課長、警察庁長官官房首席監察官、警視庁刑事部長などを歴任。大分県警察本部長在任中にはラグビーワールドカップ2019の大規模警備対策委員会委員長を務め、開催に向けた事前準備に当たり、警視庁刑事部長在任中には第26回参議院議員通常選挙に向けて設置された「参議院議員通常選挙違反取締本部」の本部長を務め、選挙違反の取り締まりにあたった。
2022年（令和4年）10月6日、警察庁交通局長に就任。
2024年（令和6年）1月26日、警察庁長官官房長に就任。
2025年（令和7年）1月27日、警察庁次長に就任。

## 年譜
- 1991年4月：警察庁入庁[7]
- 1994年8月：警察庁長官官房総務課付[7]
- 1995年7月：人事院行政官長期在外研究員（ハーバード大学）[7]
- 1997年7月：兵庫県警察本部交通部交通規制課長[7]
- 1999年7月：警察庁長官官房国際部国際第一課付（国際連合犯罪防止刑事司法委員会）[7]
- 2001年7月：警察庁長官官房給与厚生課課長補佐[7]
- 2003年1月：北海道警察本部刑事部捜査第二課長[7]
- 2005年
  - 8月：警察庁刑事局組織犯罪対策部国際捜査管理官付課長補佐・理事官[7]
  - 12月：警察庁刑事局組織犯罪対策部国際捜査管理官付理事官[7]
  - 12月：（併）警察庁刑事局組織犯罪対策部企画分析課理事官[7]
- 2006年2月：警察庁刑事局組織犯罪対策部企画分析課理事官[7]
- 2007年4月：警察庁刑事局組織犯罪対策部犯罪収益移転防止管理官付理事官[7]
- 2008年
  - 4月：警察庁長官官房企画官[7]
  - 4月：（併）警察庁長官官房総務課理事官[7]
- 2009年10月：警視庁刑事部捜査第二課長[7]
- 2011年8月：内閣法制局参事官（第二部）[7]
- 2016年8月：警察庁交通局交通規制課長[7]
- 2017年10月：大分県警察本部長[10]
- 2018年7月：警察庁交通局交通企画課長[7]
- 2019年8月：警察庁長官官房審議官（刑事局・犯罪収益対策・調整担当）[7]
- 2020年8月：警察庁長官官房首席監察官[12][7]
- 2021年9月：警視庁刑事部長[7]
- 2022年10月：警察庁交通局長[5][6]
- 2024年1月：警察庁長官官房長[3][4]
- 2025年1月：警察庁次長[2]